# Турач болотяний
Тура́ч болотяний (Ortygornis gularis) — вид куроподібних птахів родини фазанових (Phasianidae). Мешкає на Індійському субконтиненті.

## Опис

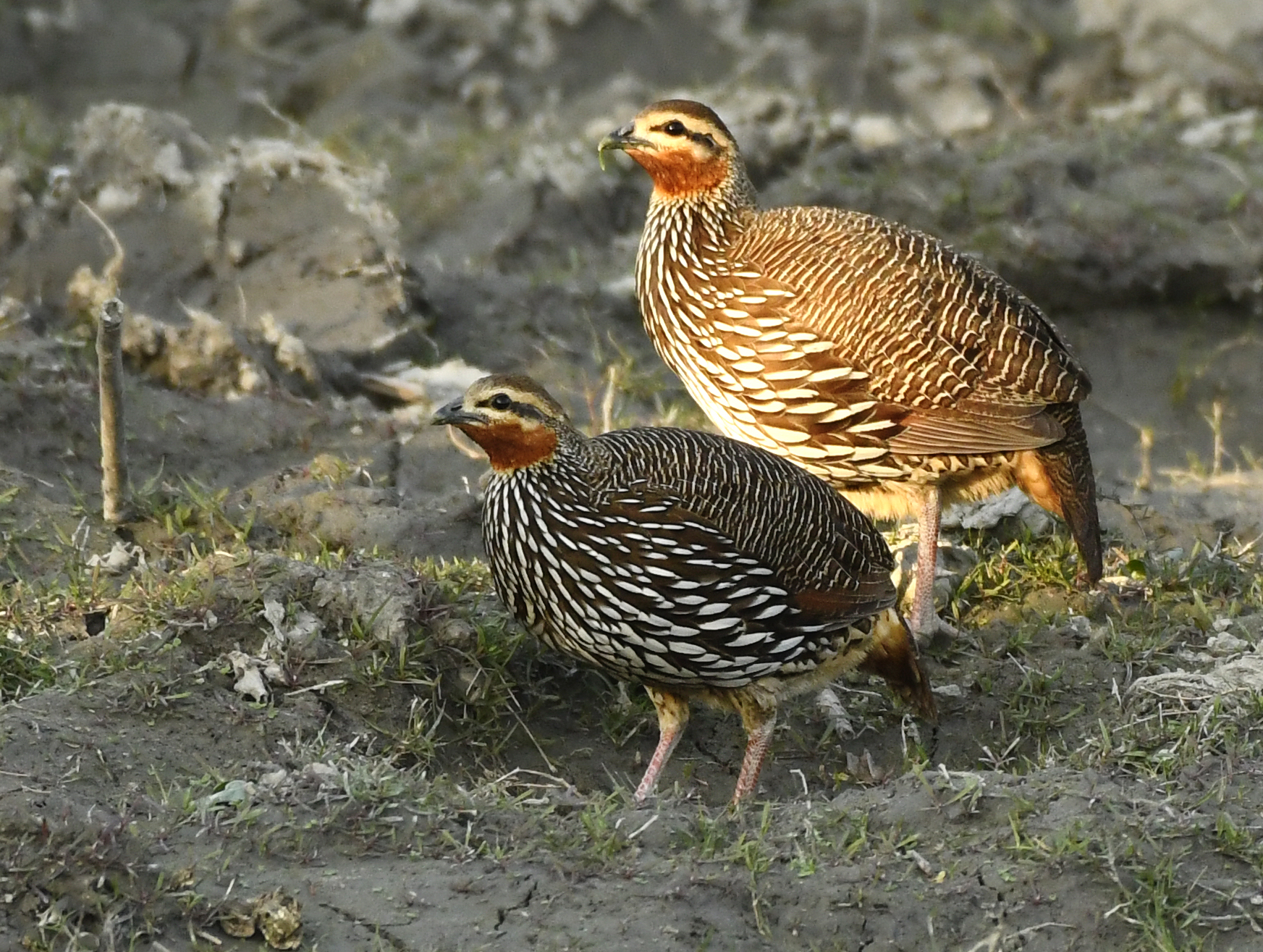
Пара болотяних турачів (Національний парк Казіранґа, штат Ассам, Індія)

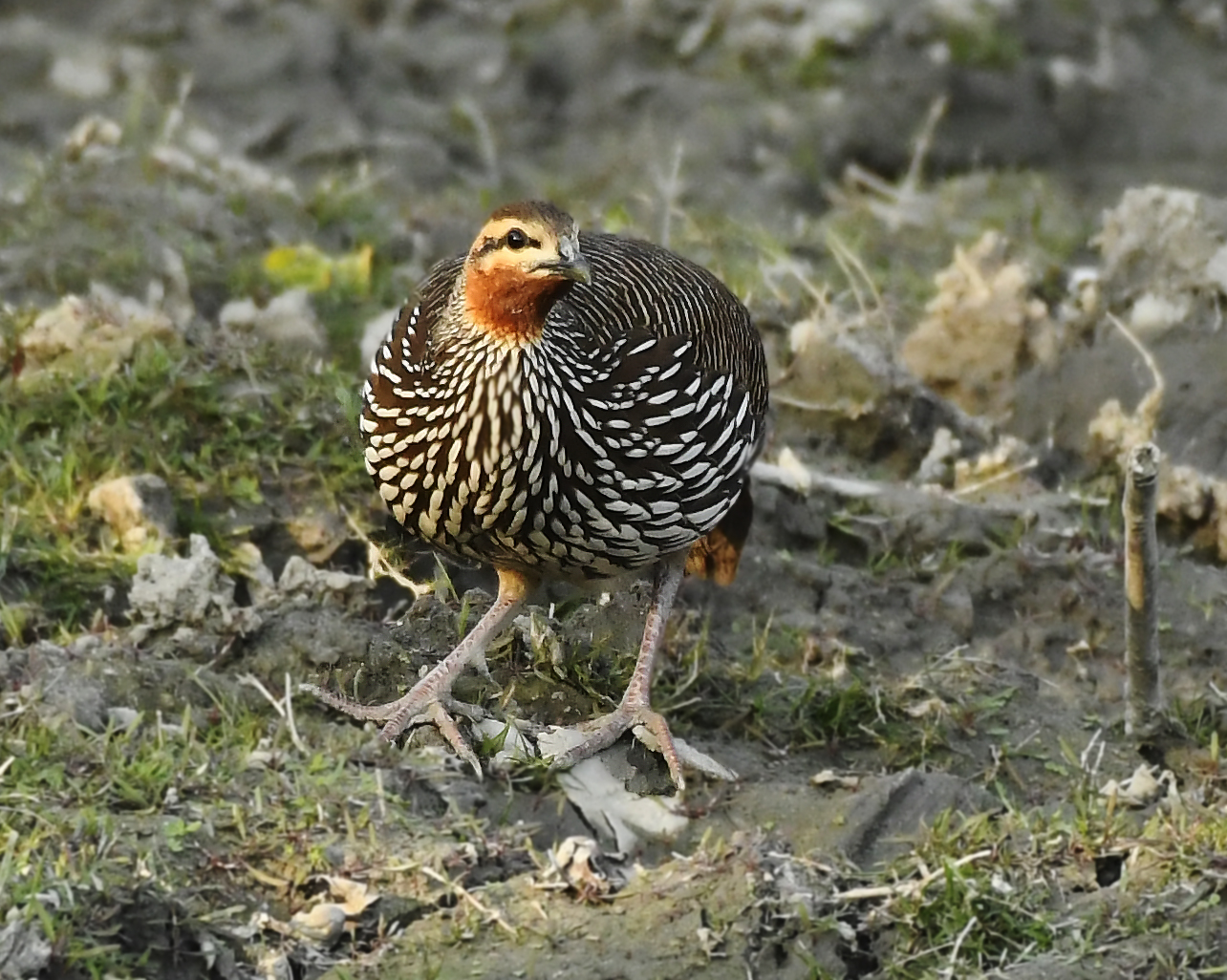
Болотяний турач

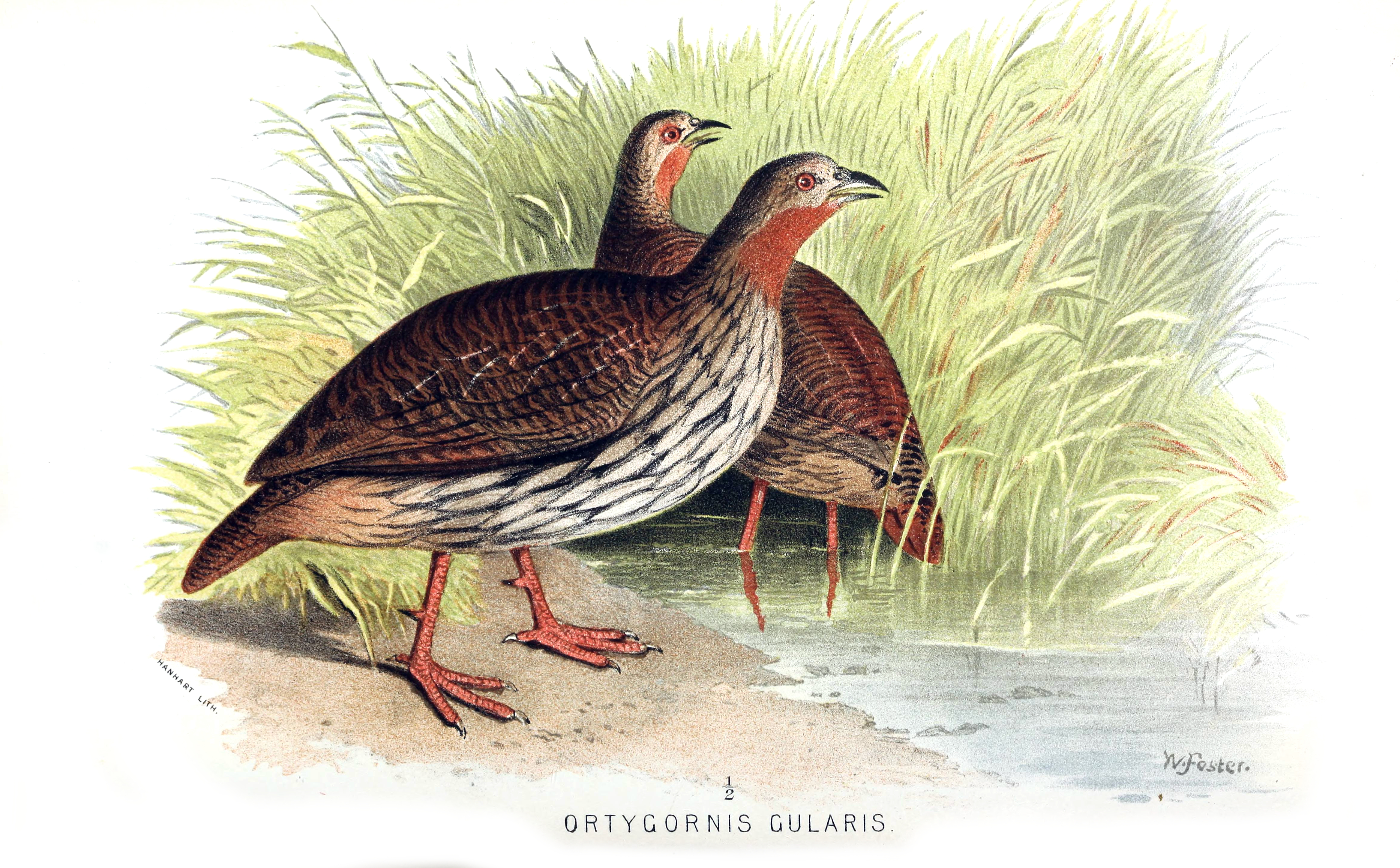
Болотяні турачі

Довжина самців становить 36-37 см, вага 510 г. Верхня частина голови і задня частина шиї коричневі, поцятковані тонкими темними поперечними смугами. Над очима охристі "брови", під очима охристі смуги. Верхня частина тіла темно-коричнева, поцяткована темними поперечними смугами, окремі пера на ній охристі. На верхніх покривних перах хвоста і центральних стернових перах ці темні смуги формують хвилястий візерунок. Крайні стернові пера рудувато-коричневі з світло-охристими краями на кінці. Підборіддя, горло і боки рудувато-коричневі або каштанові. Решта нижньої частини тіла білувата або світло-охриста, пера на ній мають чорнуваті краї, що формують плямистий візерунок. Центральна частина живота і надхвістя рудуваті, гузка темно-коричнева. Райдужки карі або червонувато-карі, дзьоб чорний, на кінці світло-роговий, лапи великі, червонуваті. У самців на них є короткі тупі шпори, у самиць вони відсутні. Молоді птахи мають більш тьмяне забарвлення, горло у них охристе, пера на нижній частині тіла у них мають коричневі краї.

## Поширення і екологія
Болотяні турачі мешкають в басейнах річок Ганг і Брахмапутра, від тераїв на заході Непалу до Північної і Північно-Східної Індії (Уттар-Прадеш, Біхар, Західний Бенгал, Ассам, Аруначал-Прадеш). Раніше вони також мешкали в Бангладеш, зокрема в регіоні Читтагонгі в мангрових лісах Сундарбанц, однак наразі вважаються локально вимерлими. Болотяні турачі живуть на високотравних вологих і заболочених луках в тераях, де переважають зарості очерету і арундо, а також на плантаціях цукрової тростини і на рисових полях, на висоті до 350 м над рівнем моря. Під час сильних повеней птахи можуть переміститися на більшу висоту над рівнем моря. За спостереженнями, зробленими в заповіднику Коші-Таппу в Непалі, під час сезону розмноження і влітку птахи віддають перевагу вологим лукам і лісам, а під час сезону дощів переміщуються до більш сухої місцевості.
Болотяні турачі зустрічаються парами або сімейними зграйками. Вони живляться бульбами, насінням і квітками болотяних рослин, а також насінням, зокрема зернами рису, пташенят годують комахами. Птахи шукають їжу в густих заростях на берегах водойм та на мілководді. Літають неохоче і на короткі відстані, при небезпеці ховаються в очереті. Сезон розмноження у болотяних турачів триває з лютого по травень з піком у березні-квітні, безпосередньо перед початком сезону дощів. В цей період самці демонструють агресивну територіальну поведінку, що часто приводить до бійок між самцями, в яких вони використовують дзьоб і можуть отримати травми. Болотяні турачі є моногамними птахами. Їх гніздо робиться самицею і являє собою платформу з трави, з глибокою заглибиною посередині. Воно розміщується на невеликому підвищенні, в кількох сантиметрах над поверхнею води. В кладці від 4 до 7 блідо=охристих яєць, іноді паоцяткованих рудуватими плямками. Насиджують лише самиці, за пташенятами догладяють і самиці, і самці.

## Збереження
МСОП класифікує цей вид як вразливий. За оцінками дослідників, популяція болотяних турачів становить від 15 до 30 тисяч птахів, з яких в Непалі мешкає близько 500 птахів. Їм загрожує знищення природного середовища.